# Eishockey-Oberliga 1959/60
Die Saison 1959/60 der Eishockey-Oberliga war die zweite Spielzeit der Liga als zweithöchste deutsche Eishockeyspielklasse unter der Bundesliga.
Der Oberligameister 1960, der TuS Eintracht Dortmund, gewann die Relegation gegen den Bundesliga-Letzten ESV Kaufbeuren und stieg damit in die höchste Spielklasse auf. Als einziger Absteiger wurde der ERV Ravensburg ermittelt, der durch den ERC Sonthofen, Meister der Landesliga Bayern und Sieger der Aufstiegsrunde ersetzt wurde.

## Teilnehmer
Die Liga war von acht auf zehn Mannschaften aufgestockt worden. Zusätzlich hatte der Bundesliga-Absteiger EG Weßling-Starnberg seine Mannschaft aufgelöst. Dadurch war der sportliche Absteiger Kölner EK in der Liga verblieben und neben dem Sieger der Aufstiegsrunde EV Landsberg rückten, nachdem die EG Brandenburg-Preussen Berlin verzichtet hatte, der ERV Ravensburg (Meister Landesliga Württemberg, Zweiter Aufstiegsrunde Süd) und die HG Nürnberg (Zweiter Landesliga Bayern) nach. Die HG Nürnberg trat dabei in einer Spielgemeinschaft mit dem Club am Marienberg Nürnberg als SG Nürnberg an.
- Berliner Schlittschuhclub
- TuS Eintracht Dortmund
- Düsseldorfer EG (Absteiger)
- Kölner EK
- EV Landsberg (Neuling)
- EV Landshut
- TEV Miesbach
- SG Nürnberg (Neuling)
- ERV Ravensburg (Neuling)
- SC Ziegelwies

## Modus
Wie im Vorjahr spielten die zehn Mannschaften eine Einfachrunde aus, sodass jeder Verein jeweils ein Heim- und ein Auswärtsspiel gegen die übrigen Mannschaften bestritt. Der Oberligameister hatte am Ende der Spielzeit in einer Relegationsserie gegen den Letzten der Bundesliga die Chance, in die höchste Spielklasse aufzusteigen. Der Letztplatzierte stieg direkt ab.

## Abschlusstabelle
|     |                           | Sp | S  | U | N  | Tore    | Punkte |
| --- | ------------------------- | -- | -- | - | -- | ------- | ------ |
| 01. | TuS Eintracht Dortmund    | 18 | 15 | 3 | 0  | 144:046 | 33:03  |
| 02. | EV Landshut               | 18 | 13 | 2 | 03 | 122:054 | 28:08  |
| 03. | Düsseldorfer EG           | 18 | 10 | 2 | 06 | 131:070 | 22:14  |
| 04. | SC Ziegelwies             | 18 | 10 | 2 | 06 | 120:089 | 22:14  |
| 05. | SG Nürnberg               | 18 | 10 | 1 | 07 | 081:088 | 21:15  |
| 06. | TEV Miesbach              | 18 | 10 | 0 | 08 | 118:099 | 20:16  |
| 07. | EV Landsberg              | 18 | 05 | 1 | 12 | 081:119 | 11:25  |
| 08. | Kölner EK                 | 18 | 04 | 3 | 11 | 074:112 | 11:25  |
| 09. | Berliner Schlittschuhclub | 18 | 04 | 1 | 13 | 082:130 | 09:27  |
| 10. | ERV Ravensburg            | 18 | 01 | 1 | 16 | 059:205 | 03:33  |

Abkürzungen: Sp = Spiele, S = Siege, U = Unentschieden, N = Niederlagen.

Erläuterungen: Relegation mit Bundesliga, Abstieg

## Aufstieg in die Oberliga
Finale:
- ERC Sonthofen – Steglitzer TK Berlin 10:3, 15:3